# Agriognatha pachygnathoides
Agriognatha pachygnathoides är en spindelart som först beskrevs av O. Pickard-Cambridge 1894.  Agriognatha pachygnathoides ingår i släktet Agriognatha och familjen käkspindlar.
Artens utbredningsområde är Panama. Inga underarter finns listade i Catalogue of Life.